# شکست‌ناپذیر (آلبوم)
شکست‌ناپذیر (به انگلیسی: Invincible) نام دهمین و آخرین آلبوم استودیویی مایکل جکسون هنرمند معروف معاصر است که در ۳۰ اکتبر ۲۰۰۱ (۸ آبان ۱۳۸۰ ه.ش) و ۶ سال پس از نهمین آلبوم جکسون با نام تاریخ منتشر شد. ترانه‌های این آلبوم حاوی مضمون‌هایی از قبیل: عشق، جدایی، سرزنش رسانه‌ها و مشکلات اجتماعی است.
از شکست‌ناپذیر، سه تک‌آهنگ منتشر شد: «دنیای مرا باشکوه می کنی»، «گریه» و «پروانه‌ها».
آلبوم شکست‌ناپذیر نامزد جایزهٔ گرمی «بهترین قطعهٔ آوازی پاپ-مرد» شد و همچنین توسط خوانندگان مجلهٔ بیلبورد در سال ۲۰۱۰ به عنوان بهترین آلبوم دهه (ده سال اخیر) انتخاب شد.
ابن آلبوم در جدول‌های موسیقی ۱۱ کشور از جمله آمریکا، انگلستان، فرانسه و سوئیس، شماره یک شد. (فروش این آلبوم در آمریکا ۳۶۳،۰۰۰ نسخه در هفتهٔ نخست انتشار بود.) شکست‌ناپذیر در ۶ کشور دیگر نیز جز ۱۰ اثر برتر بود. کمترین رتبهٔ این آلبوم در کشور مکزیک بود که در رتبهٔ ۲۹ جدول آن کشور قرار گرفت.
با وجود اینکه از شکست‌ناپذیر رقم بسیار بالای ۱۳ میلیون کپی فروش رفت؛ اما نسبت به آلبوم‌های قبلی جکسون فروش بسیار کمتری داشت.
ترانه غیرقابل شکست از این آلبوم، دومین ترانه جکسون است که صدای نوتوریوس بی.آی.جی در آن پخش می‌شود.پیش از آن از صدای این رپر در ترانه این دوره زمونه که در سال ۱۹۹۵ در آلبوم تاریخ منتشر شد پخش شده بود. البته غیرقابل شکست ۴ سال پس از مرگ نوتوریوس بی.آی.جی در ۹ مارس ۱۹۹۷ منتشر شد.

## مقدمه
موفقیت آلبوم تریلر که جکسون آن را در سال ۱۹۸۲ میلادی منتشر نمود بی‌نظیر بود. این آلبوم یک سال پس از انتشارش، به پرفروش‌ترین آلبوم تاریخ صنعت موسیقی بدل شد و هنوز نیز (۲۰۱۲) با فروش بیش از ۱۱۰ میلیون نسخه پرفروش‌ترین است. جکسون ۵ سال بعد آلبوم بَــد (۱۹۸۷) را منتشر کرد. این آلبوم در مدت کمتر از ۳ سال، به پرفروش‌ترین آلبوم موسیقی جهان پس از تریلر تبدیل شد و تا سال ۲۰۱۲ بیش از ۴۵ میلیون نسخه از آن در جهان به فروش رسیده‌است که باعث شده در رتبهٔ چهارمین آلبوم پرفروش تاریخ قرار داشته باشد. آلبوم‌های خطرناک (۱۹۹۱) و تاریخ (۱۹۹۵) جکسون نیز موفقیت‌های تجاری بزرگی بودند و تا سال ۲۰۰۸ به ترتیب بیش از ۳۲ و ۲۰ میلیون نسخه از آن‌ها به فروش رسیده‌است و هم‌اکنون جزء پرفروش‌ترین آلبوم‌ها هستند. در سال ۱۹۷۹ هم یک آلبوم با نام غیر معمول منتشر کرد که تا سال ۲۰۰۸ بیش از ۲۰ میلیون نسخه از آن به فروش رفت و باز هم جزء پرفروش‌ترین‌ها است.
موفقیت‌های پی‌درپی آلبوم‌های جکسون باعث می‌شد که آثار جدیدش اغلب با آثار پیشین‌اش مقایسه شوند و به همین دلیل یک سایه و ابهام بزرگ بر روی آثار جدید جکسون ایجاد می‌شد. و همیشه ترس از این وجود داشت که انتظارات مردم و منتقدان در مقایسه با آثار پیشین جکسون برآورده نشود. همچنین آلبوم شکست‌ناپذیر در حالی منتشر می‌شد که جکسون برای مدت ۶ سال هیچ آلبوم استودیوییای منتشر نکرده بود و تنها آلبومی که دربرگیرندهٔ تعدادی آهنگ جدید بود، آلبوم ریمیکس خون روی زمین رقص: تاریخ در میکس (۱۹۹۷) بود.
به همین دلیل، مردم و منتقدان به شکست‌ناپذیر، عنوان «بازگشت حرفهٔ جکسون» را دادند و روزنامه‌ها با عنوان‌هایی همانند «سلطان برگشته» به معرفی آلبوم پرداختند.
اما اختلافاتی که جکسون با شرکت سونی میوزیک، آن هم دقیقاً چند ماه پیش از انتشار رسمی آلبوم پیدا کرده بود سبب شد که تمامی انتشار تک‌آهنگ‌ها، فیلمبرداری‌ها و افتتاحیه‌های مربوط به آلبوم لغو شود و سونی نیز از تبلیغ آلبوم امتناع کرد.
جکسون آلبوم شکست‌ناپذیر را به بنیامین هرمانسن (به انگلیسی: Benjamin Hermansen)، پسری ۱۵ ساله که توسط گروهی از نئونازیسم در اسلو، نروژ به قتل رسید تقدیم کرد.
این آلبوم به بنیامین هرمانسن تقدیم می‌شود. به امید آن که به یاد داشته باشیم از روی رنگ پوست، انسان‌ها را مورد قضاوت و داوری قرار ندهیم و فقط شخصیت هر انسان را ملاک بدانیم. بنیامین ... دوستت داریم ... امیدوارم که در آرامش باشی.
این آلبوم همچنین به مادر و پدر جکسون، کاترین و جوزف و مادربزرگ جکسون تقدیم شده‌است.

## اختلاف جکسون با شرکت سونی
جکسون در انتظار بازگشت مجوز رسمی شاهکارهای آلبوم‌هایش در سال ۲۰۰۰ بود. یکی از این مجوزها به او اجازه می‌داد که آهنگ‌های قدیمی‌اش را هر طور که مایل است ارائه کند و دست سونی را از شراکت در سود حاصله کوتاه نماید. اما به‌خاطر موادی در قرارداد، این تاریخ به سال‌ها بعد موکول شد. در قرارداد آمده بود که جکسون باید هر چند سال یکبار یک سی‌دی جدید برای سونی منتشر کند. همچنین یک آلبوم کریسمس و یک آلبوم موسیقی متن نیز جزء قرارداد بود. جکسون گفت که از مفاد قرارداد اطلاع نداشته‌است.
او شروع به تحقیق کرد و متوجه شد که وکیل وی و سونی در این معامله یک نفر بوده، که ایجاد مغایرت منافع می‌کرد. (به عبارت دیگر همان یک نفر هم وکیل جکسون بود هم وکیل سونی) جکسون با استفاده از این موضوع توانست مفاد قرارداد را تغییر دهد. سونی قبول کرد که مجوز آثار جکسون را پس دهد به شرطی که علاوه‌بر آلبوم شکست‌ناپذیر، یک آلبوم حاوی برترین آثار (نامبر وانز) و یک مجموعه جعبه‌ای (مجموعه نهایی) برای سونی منتشر کند.
جکسون برای چندین سال درگیر یک مغایرت منافع دیگر نیز بود. سونی سال‌ها سعی در خرید تمام سهم جکسون از کاتالوگ موسیقی مشترکشان داشت. اگر حرفه یا وضعیت مالی جکسون خراب می‌شد، او مجبور به فروش کاتالوگش می‌گردید. بنابراین سونی از افول موقعیت جکسون سود می‌برد. جکسون می‌توانست از این مغایرت‌ها به عنوان بهانه‌ای برای خروج زود هنگام از قراردادش استفاده کند. درست قبل از انتشار شکست‌ناپذیر جکسون به رئیس سونی موزیک اینترتینمنت، تامی ماتولا، اطلاع داد که در حال ترک سونی است. در نتیجهٔ این اقدام، تمامی انتشار تک‌آهنگ‌ها، فیلمبرداری‌ها و افتتاحیه‌های مربوط به آلبوم شکست‌ناپذیر لغو شد.
جکسون در ژوئیه ۲۰۰۲ ماتولا، رئیس شرکت سونی میوزیک را به عدم حمایت از هنرمندان آمریکایی آفریقایی‌تبار و منفعت‌طلبی متهم کرد و او را یک «شیطان» و «نژادپرست» خواند.
جکسون افزود که ماتولا، همکار او اروینگ لورنزو را «کاکا سیاه چاق» خطاب کرده‌است.

## سبک و ساختار
آلبوم شکست‌ناپذیر سبک‌های مختلفی از جمله آراندبی، هیپ‌هاپ، دنس پاپ، معاصر بزرگسالان و معاصر شهری را در خود جای داده است.
این آلبوم دارای ۱۶ ترانه است و تمام زمان آلبوم ۷۷ دقیقه و ۸ ثانیه است. جکسون در ۱۴ ترانه، ترانه‌سرای اصلی است و دو ترانهٔ «اسپیچ‌لس» و «کودکان گمشده» را خودش به تنهایی سروده است. این آلبوم بیشتر دارای ترانه‌های تصنیفی و تهاجمی است.
ترانهٔ «حریم خصوصی» بازتاب تجربیات شخصی جکسون از رسانه‌ها و روزنامه‌های شایعه‌پرداز است و به غرض ورزی‌ها و اشتباهاتشان می‌پردازد. «کودکان گمشده» دربارهٔ کودکان به خطر افتاده و فراموش شده‌است. جکسون در بخشی از ترانه می‌خواند: «ما برای پدران و مادرانمان دعا می‌کنیم، برای خانوادمان آرزو می‌کنیم. ما برای آرزوهایمان و کسانی که دوستشان داریم ترانه می‌خوانیم اما تا به حال برای فراموش‌شدگان [ترانه‌ای نخوانده‌ایم]. پس این [ترانه] برای تمام کودکان گمشده و فراموش‌شده است و برایشان آرزوی خوب بودن و خانه‌دار شدن می‌کند».
جکسون در ترانهٔ «هر اتفاقی که بیوفته» که گیتارش توسط کارلوس سانتانا نواخته شده یک، سوم شخص را خطاب قرار می‌دهد و می‌گوید «هر اتفاقی که بیوفته نمی‌زارم که از پیشم بری».
این آلبوم دارای چهار تصنیف است: «شماها زندگی‌ام هستین»، «پروانه‌ها»، «دور نشو» و «گریه».
ترانهٔ «گریه» همانند بسیاری از ترانه‌های گذشتهٔ جکسون، دربارهٔ التیام دادن جهان به کمک یکدیگر است.
ترانهٔ «شماها زندگی‌ام هستین» دربارهٔ دو فرزند جکسون به نام پرنس و پاریس است. جکسون در این ترانه می‌خواند: «شماها [همانند] خورشیدی هستید [که زندگی] مرا روشن می‌کنید».

## تبلیغات و تک‌آهنگ‌ها
گفته می‌شود که ۲۵ میلیون دلار برای تبلیغ آلبوم شکست‌ناپذیر هزینه شد.
برای کمک به تبلیغات آلبوم، یک جشن ویژه به مناسبت ۳۰مین سال فعالیت هنری جکسون به عنوان یک خوانندهٔ انفرادی، در سالن مدیسن اسکوئر گاردن در نیویورک برگزار شد. این جشن دربرگیرندهٔ دو کنسرت در تاریخ‌های ۷ و ۱۰ سپتامبر ۲۰۰۱ بود.
دومین کنسرت دقیقاً چند ساعت قبل از حملات ۱۱ سپتامبر ۲۰۰۱ اتفاق افتاد. در این مراسم، جکسون برای اولین بار از سال ۱۹۸۴ با برادرانش روی صحنه ظاهر شد. همچنین این نمایش اجراهایی توسط بریتنی اسپیرز، آشر، ویتنی هیوستون، شگی، ری چارلز، لیزا مینلی، مارک آنتونی، انسینک، اسلش و هنرمندان دیگری ارائه داد.
در نوامبر ۲۰۰۱ این مراسم توسط شبکهٔ سی‌بی‌اس به عنوان یک ویژه‌برنامهٔ دو ساعته پخش گردید.
سه تک‌آهنگ از آلبوم پخش شد: «دنیای مرا باشکوه می‌کنی»، «گریه» و «پروانه‌ها». ترانهٔ «گریه» در خارج از آمریکا منتشر شد و ترانهٔ «پروانه‌ها» نیز نماهنگ نداشت.
اولین تک‌آهنگ آلبوم، «دنیای مرا باشکوه می‌کنی» بود که در جدول ۱۰۰ آهنگ داغ بیلبورد به رتبهٔ ۱۰ رسید. این آخرین تک‌آهنگ جکسون بود که در آمریکا در بین ۱۰ آهنگ برتر جدول بیلبورد جای گرفت. اما این ترانه به صورت بین‌المللی موفق‌تر بود و توانست در ۱۲ کشور دیگر جزء ۱۰ آهنگ برتر باشد. «دنیای مرا باشکوه می‌کنی» در فرانسه به رتبهٔ ۱، در نروژ، فنلاند، دانمارک و بلژیک به رتبهٔ ۲، در ایتالیا به رتبهٔ ۳، در استرالیا به رتبهٔ ۴ و در سوئد و سوئیس به رتبهٔ ۵ رسید.
دومین تک‌آهنگ آلبوم با نام «گریه» به صورت بین‌المللی در بین ۴۰ آهنگ داغ کشورها قرار گرفت. موفق‌ترین رتبه‌اش به ترتیب در کشورهای اسپانیا، دانمارک، فرانسه و بلژیک بود که به ترتیب به رتبهٔ ۶، ۱۶، ۳۰ و ۳۱ رسید.
سومین تک‌آهنگ آلبوم، «پروانه‌ها» بود که در نخستین روزهای ژانویه ۲۰۰۲ منتشر شد. در جدول ۱۰۰ آهنگ داغ بیلبورد به رتبهٔ ۱۴ رسید.
«بهشت می‌تونه منتظر بمونه» نیز پخش رسمی نشد اما از رادیو پخش گردید و در آمریکا توانست به رتبهٔ ۷۲ جدول آراندبی/هیپ‌هاپ برسد. این ترانه در هیچ جدول جهانی دیگری وارد نشد.
برنامه‌ریزی شده بود تا ترانهٔ «غیرقابل شکستن» نیز به عنوان یک تک‌آهنگ منتشر شود اما به دلایل نامشخص منتشر نشد.

## جلد آلبوم
برای طرح روی جلد آلبوم از نمای بستهٔ صورت جکسون استفاده شده و این طرح با پنج رنگ مختلف-نقره‌ای، قرمز، سبز، نارنجی، آبی- چاپ و روانهٔ بازار شده‌است.

## نقدها
| بررسی انتقادی    | بررسی انتقادی |
| منبع             | رتبه‌بندی      |
| ---------------- | ------------- |
| آل‌میوزیک         | [ ۴ ]         |
| رابرت کریس‌تیگو   | الف           |
| اینترتیمنت ویکلی | پ             |
| گاردین           | [ ۷ ]         |
| نیویورک تایمز    | (مخلوط)       |
| ان‌ام‌ئی           | [ ۹ ]         |
| پاپ‌مترز          | (مطلوب)       |
| رولینگ استون     | [ ۱۱ ]        |
| اسلنت مگزاین     | [ ۱۲ ]        |
| ویلیج وویس       | (مخلوط)       |

مجلهٔ رولینگ استون هنگام تفسیر شکست‌ناپذیر بر این عقیده بود که جکسن در سن ۴۳ سالگی همچنان می‌تواند «قطعات اعلای آوازی و ریتم‌دار و هارمونی‌های آوازی مواج» بسازد. نلسون جرج، زندگی‌نامه‌نویس و منتقد موسیقی، صدای جکسن را اینطور معرفی می‌کند: «موزون و گیرا، جسور و ستیزه جو، غرنده، پسرانه، فالستو (صدای بسیار زیر مردانه) و نرم و روان، که ترکیب این عناصر او را به یک آوازخوان بزرگ تبدیل کرده‌است».

## موفقیت‌های تجاری
آلبوم شکست‌ناپذیر در هفتهٔ اول انتشارش موفق به فروش بیش از ۳۶۳،۰۰۰ نسخه در آمریکا شد و در همان هفته (۱۷ نوامبر ۲۰۰۱) به رتبهٔ ۱ جدول بیلبورد ۲۰۰ رسید. شکست‌ناپذیر چهارمین آلبوم یک هنرمند تک‌خوان بود که به محض ورود به بیلبورد ۲۰۰، در رتبهٔ ۱ قرار می‌گرفت. همچنین این آلبوم پنجمین آلبوم جکسون بود که در این جدول شماره یک شد. با وجود آن که فروش هفتهٔ اول این آلبوم خوب بود اما در مقایسه با آلبوم تاریخ (۱۹۹۵) که ۳۹۱،۰۰۰ نسخه در هفتهٔ اولش فروخت کمتر بود. این آلبوم چهار هفته در رتبهٔ ۱ جدول آلبوم‌های آراندبی/هیپ‌هاپ بیلبورد نیز قرار داشت.
هشت هفته پس از تاریخ انتشار، یعنی در ۱ دسامبر ۲۰۰۱، این آلبوم توسط انجمن صنعت ضبط آمریکا (RIAA) گواهی‌نامهٔ طلا را به‌خاطر فروش بیش از ۵۰۰ هزار نسخه در آمریکا دریافت کرد. در همان ماه گواهی‌نامهٔ پلاتین را نیز به‌خاطر فروش بیش از ۱ میلیون نسخه در آمریکا از همان انجمن دریافت کرد. بعد از یک ماه موفق به دریافت دو گواهی‌نامهٔ پلاتین برای فروش بیش از ۲ میلیون نسخه از آلبوم در آمریکا شد.
شکست‌ناپذیر یک موفقیت تجاری در سطح جهانی بود. آلبوم در ۱۲ کشور جهان از جمله بریتانیا، استرالیا، بلژیک، دانمارک، هلند، آلمان، نروژ، سوئد و سوئیس شماره یک شد. همچنین در چند کشور دیگر از جمله اتریش، کانادا، فنلاند، ایتالیا، نیوزیلند و نروژ جزء ۱۰ آلبوم برتر شد. شکست‌ناپذیر در کشور مکزیک زیاد موفق نبود و بالاترین رتبه‌اش ۲۹ بود.
آلبوم شکست‌ناپذیر تا سال ۲۰۰۹ موفق به فروش بیش از ۱۳ میلیون نسخه در سطح جهانی شد. با این وجود میزان فروش آلبوم شکست‌ناپذیر به‌طور چشمگیری نسبت به آثار منتشر شدهٔ قبلی جکسون کم بود. (همانند تریلر و بد که هر کدام به ترتیب موفق به فروش بیش از ۱۱۰ و ۴۵ میلیون نسخه در جهان شدند.) که علت آن تاحدودی مربوط به افول صنعت موسیقی پاپ، کمبود تبلیغات، عدم وجود تور جهانی و نزاع جکسون با انتشارات موسیقی بود.
برنارد زول از روزنامهٔ  سیدنی مورنینگ هرالد در سال ۲۰۰۳ نوشت:

هولی والانس و دلتا گودرم با خودشان فکر می‌کنند که اگر آلبومشان ۵ یا ۶ میلیون نسخه در تمام جهان بفروشد، محشر است. مایکل در دو سال گذشته با هفتمین آلبوم استودیویی‌اش همین کار را انجام داد در حالی که صنعت موسیقی و رسانه‌ها مدعی هستند که او شکست خورده! آیا غیرعادلانه است؟ بله، قطعاً همین‌طور است. شکست‌ناپذیر از آثار ۹۵ درصد از هزاران هنرمند که هر ساله منتشر می‌شود بهتر است؛ آثاری که سودش فقط به درد صندوق بازنشستگی می‌خورد. این که می‌گویند شکست‌ناپذیر شکست خورده به‌خاطر این است که آن را با آلبوم‌های گذشتهٔ جکسون همانند تریلر (۱۹۸۲) و بَــد (۱۹۸۷) مقایسه می‌کنند. فروش ۱۰ میلیون نسخه در مقایسه با بسیاری از هنرمندان، همچنان یک فروش فوق‌العاده است.

شکست‌ناپذیر در سال ۲۰۰۴ دوباره به جدول بیلبورد بازگشت و در تاریخ ۴ دسامبر ۲۰۰۴ به رتبهٔ ۱۵۴ رسید. پس مرگ جکسون در سال ۲۰۰۹، فروش آثار او دوباره به رونق افتاد. تنها دو هفته پس از مرگ جکسون یعنی در ۱۱ ژوئیه ۲۰۰۹، شکست‌ناپذیر به رتبهٔ ۱۲ جدول آلبوم‌های دیجیتال بیلبورد رسید. تا به آن روز هیچ آلبومی از جکسون به رتبهٔ ۱۲ آن جدول نرسیده بود. همچنین در تاریخ ۱۸ ژوئیه ۲۰۰۹ به رتبهٔ ۹ جدول آلبوم‌های کاتولوگ بیلبورد رسید. در هفتهٔ منتهی به ۱۹ ژوئیه، این آلبوم به رتبهٔ ۱۸ در کشور ایتالیا رسید. همچنین به رتبهٔ ۶۴ در جدول آلبوم‌های اروپا، ۱۹ در مکزیک و ۸۲ در سوئیس رسید.
این آلبوم موفق به دریافت چندین گواهی‌نامه از کشورهای مختلف جهان شد. در بریتانیا به‌خاطر فروش بیش از ۳۰۰ هزار نسخه، توسط صنعت ضبط صدای بریتانیا گواهی‌نامهٔ پلاتین دریافت کرد. توسط فدراسیون بین‌المللی صنعت ضبط صدا (IFPI) گواهی‌نامهٔ پلاتین برای فروش بیش از ۴۰،۰۰۰ نسخه در سوئیس گرفت. همچنین از همین فدراسیون موفق به دریافت گواهی‌نامهٔ طلا به‌خاطر فروش بیش از ۱۵،۰۰۰ نسخه در اتریش شد. انجمن صنعت ضبط استرالیا دو بار گواهی‌نامهٔ پلاتین را به شکست‌ناپذیر برای فروش بیش از ۱۴۰،۰۰۰ نسخه در استرالیا داد.
این آلبوم موفق به دریافت گواهی‌نامه‌های دیگری نیز شد که گواهی‌نامهٔ طلا به‌خاطر فروش بیش از ۲۰،۰۰۰ نسخه در آرژانتین از آن جمله است.

## فهرست آهنگ‌ها
| شماره | نام                                                                      | نویسنده(ها)                   | مدت  |
| ----- | ------------------------------------------------------------------------ | ----------------------------- | ---- |
| ۱.    | «غیر قابل شکست (Unbreakable)» (با همراهی نوتوریوس بی.آی.جی)              | مایکل جکسون                   | ۶:۲۶ |
| ۲.    | «دل شکسته (Heartbreaker)» (با همراهی Fats)                               | مایکل جکسون                   | ۵:۰۹ |
| ۳.    | «شکست‌ناپذیر (Invincible)» (با همراهی Fats)                               | مایکل جکسون                   | ۴:۴۶ |
| ۴.    | «سپیده دم (Break of Dawn)»                                               | Dr.Freeze، مایکل جکسون        | ۵:۲۹ |
| ۵.    | «بهشت می‌تونه منتظر بمونه»                                                | مایکل جکسون، تدی رایلی        | ۴:۴۹ |
| ۶.    | «دنیای مرا باشکوه می کنی»                                                | مایکل جکسون                   | ۵:۳۹ |
| ۷.    | «پروانه‌ها»                                                               | Marsha Ambrosius، Dre & Vidal | ۴:۴۰ |
| ۸.    | «بی‌کلام»                                                                 | مایکل جکسون                   | ۳:۱۸ |
| ۹.    | «۲۰۰۰ وات»                                                               | مایکل جکسون، تدی رایلی        | ۴:۲۴ |
| ۱۰.   | «زندگی من تو هستی (You Are My Life)»                                     | مایکل جکسون                   | ۴:۳۳ |
| ۱۱.   | «حریم خصوصی (Privacy)» (گیتار توسط اسلش)                                 | مایکل جکسون                   | ۵:۰۵ |
| ۱۲.   | «دور نشو (Don't Walk Away)»                                              | مایکل جکسون، تدی رایلی        | ۴:۲۴ |
| ۱۳.   | «گریه (همچنین با نام «گریه (می‌تونی دنیا رو تغییر بدی)» نیز شناخته می‌شود» | آر. کلی                       | ۵:۰۰ |
| ۱۴.   | «کودکان گمشده (The Lost Children)»                                       | مایکل جکسون                   | ۴:۰۰ |
| ۱۵.   | «هر اتفاقی که بیوفته (Whatever Happens)» (گیتار توسط کارلوس سانتانا)     | مایکل جکسون، تدی رایلی        | ۴:۵۶ |
| ۱۶.   | «تهدید شده (Threatened)» (با همراهی اندک راد سرلینگ)                     | مایکل جکسون                   | ۴:۱۸ |

## فهرست گزیده منابع
- George, Nelson (2004). Michael Jackson: The Ultimate Collection booklet (به انگلیسی). Sony BMG.
- Halstead, Craig (2007). Michael Jackson: For the Record (به انگلیسی). Authors OnLine.
- Taraborrelli, J. Randy (2009). Michael Jackson: The Magic, The Madness, The Whole Story, 1958–2009 (به انگلیسی). Headline.